# Carl Neuberg

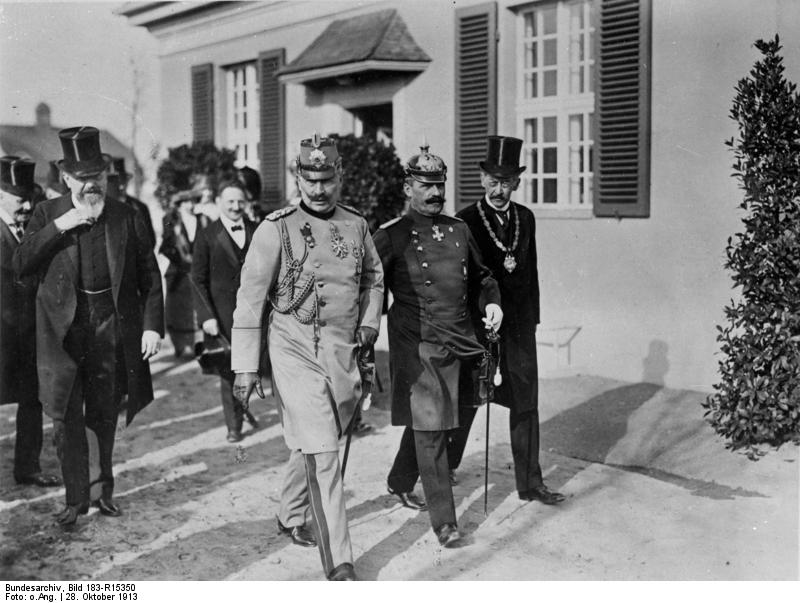
Carl Neuberg (Zweiter von links, im Hintergrund) bei der Einweihung des Kaiser-Wilhelm-Instituts für experimentelle Therapie in Berlin Dahlem, 1913. Außerdem von rechts: Adolf von Harnack, Generalarzt Friedrich von Ilberg, Wilhelm II., August von Trott zu Solz.

Carl Neuberg (* 29. Juli 1877 in Hannover; † 30. Mai 1956 in New York) war ein deutscher Biochemiker.

## Leben
Carl Neuberg studierte Chemie an der Universität Berlin, wo er 1900 als akademischer Schüler von Alfred Wohl promoviert wurde. 1903 wurde er Privatdozent und 1906 Titularprofessor am Pathologischen Institut. Von 1909 bis 1913 leitete er das Tierphysiologische Institut der Landwirtschaftlichen Hochschule Berlin. Ab 1916 war er Professor, ab 1919 ordentlicher Professor an der Universität Berlin, wo er am 30. September 1934 aufgrund des Berufsbeamtengesetzes zwangsweise in den Ruhestand versetzt wurde.
Ab 1913 leitete Neuberg die Abteilung für Biochemie des Kaiser-Wilhelm-Instituts für experimentelle Therapie. Dieses Institut wurde 1925 in Kaiser-Wilhelm-Institut für Biochemie umbenannt. Er blieb deren Direktor bis zu seiner Entlassung aufgrund seiner jüdischen Herkunft 1934. Sein Nachfolger wurde Adolf Butenandt. Er gründete daraufhin mit Theodor Sabalitschka in Berlin-Steglitz das „Biologisch-chemische Forschungsinstitut“. 1939 emigrierte er über Frankreich, die Niederlande und Palästina in die USA, wo er an verschiedenen Instituten in New York weiterforschte.

## Werk
Neuberg arbeitete über Gärung und über die Wirkung von Enzymen. Er entdeckte die Carboxylase. 1906 begründete er die „Biochemische Zeitschrift“, die er bis 1935 herausgab. Er genoss „großes wissenschaftliches Ansehen als einer der Begründer – und Namengeber – der modernen Biochemie“.
Weiterhin entwickelte er im Ersten Weltkrieg eine Methode, das für das Militär wichtige Glycerin (zum Beispiel für Dynamit) aus einem Abfangverfahren zu gewinnen, bei dem bestimmte Chemikalien die alkoholische Zuckergärung stoppten. Dadurch wurde die Gewinnung aus für die Ernährung wichtigen Fetten vermieden. Diese Glyceringärung (damals geheim gehalten) wurde von Wilhelm Connstein und Karl Lüdecke bei den Vereinigte Chemische Werke AG in Berlin-Charlottenburg (siehe Benno Jaffé) technisch umgesetzt (sie erhielten dafür die Adolf-von-Baeyer-Denkmünze).

## Mitgliedschaften
- 1921 wurde er zum korrespondierenden Mitglied der Göttinger Akademie der Wissenschaften gewählt.[5]
- 1922 wurde Neuberg zum Mitglied der Leopoldina gewählt.[6]
- 1925 Wahl zum korrespondierenden Mitglied der Akademie der Wissenschaften der UdSSR.[7]
- 1949 wurde Neuberg korrespondierendes Mitglied der Mathematisch-naturwissenschaftlichen Klasse der Bayerischen Akademie der Wissenschaften.[8]

## Schriften (Auswahl)
- mit Albert Albu: Physiologie und Pathologie des Mineralstoffwechsels. Nebst Tabellen über die Mineralstoffzusammensetzung der menschlichen Nahrungs- und Genussmittel, sowie der Mineralbrunnen und -Bäder. Springer, Berlin 1906.
- als Herausgeber: Der Harn sowie die übrigen Ausscheidungen und Körperflüssigkeiten von Mensch und Tier. Ihre Untersuchung und Zusammensetzung in normalen und pathologischen Zustande. Ein Handbuch für Ärzte, Chemiker und Pharmazeuten. 2 Bände. Springer, Berlin 1911.
- mit Bruno Rewald: Die einfachen Zuckerarten. In: Emil Abderhalden (Hrsg.): Biochemisches Handlexikon. Band 2: Gummisubstanzen. Hemicellulosen. Pflanzenschleime. Pektinstoffe. Huminsubstanzen. Stärke. Dextrine. Inuline. Cellulosen. Glykogen. Die Einfachen Zuckerarten. Stickstoffhaltige Kohlenhydrate. Cyklosen. Glucoside. Springer, Berlin 1911, S. 265–526.